# Дольченера
Дольченера (італ. Dolcenera; нар. 16 травня 1977, Галатіна, Італія) — італійська співачка. Переможниця фестивалю Санремо у конкурсі «Нові голоси» у 2003 році (пісня Siamo tutti là fuori).

## Дискографія
- 2003 — Sorriso nucleare
- 2005 — Un mondo perfetto
- 2006 — Il popolo dei sogni
- 2009 — Dolcenera nel paese delle meraviglie
- 2011 — Evoluzione della specie
- 2012 — Evoluzione della specie 2
- 2015 — Le Stelle Non Tremano